# Lacul Jirlău
Lacul Jirlău este un liman fluviatil, localizat în partea de vest a Câmpiei Brăilei. S-a format în apropierea râului Buzău prin bararea cursului numit Valea Mare, cunoscut local sub numele de Valea Boului. Traversat printr-un rambleu feroviar (tronsonul de cale ferată Făurei–Tecuci) în lungime de peste 1,2 km, lacul este divizat în două părți, fapt ce a determinat o evoluție diferențiată, provocând instalarea vegetației stuficole și apariția proceselor de eutrofizare, în partea estică, iar din analiza imaginilor satelitare se constată apariția acestor fenomene și în partea vestică, sub formă insulară. Lacul Jirlău a fost amenajat în scopuri piscicole.
Pe malul lacului se află localitățile Jirlău și Drogu.